# Сімчук Володимир Іванович
Володимир Іванович Сімчук — солдат Збройних сил України, учасник російсько-української війни, що загинув у ході російського вторгнення в Україну в 2022 році.
Народився 26 березня 1978 року в Соломія (село), Кіровоградської області. Навчався в Гайворонській ЗОШ №2. Після закінчення восьмого класу розпочав навчання в СПТУ-35 (теперішня назва - Гайворонський професійний аграрний ліцей). Мріяв стати водієм, як і його батько. Восени 1996 року почав службу, в 1998 році демобілізувався.
Працював на залізничній колії НГЧ в місті Гайворон, згодом перевівся до Котовської НГЧ.
З початком Російське вторгнення в Україну (з 2022)  пішов до військкомату та вже 6 березня 2022 року був призваний. Загинув 12 березня 2022 року під час ракетного удару по аеродрому Канатове під Кропивницьким. 
Нагороди
- медаль «Захиснику Вітчизни» (2022, посмертно) — за особисту мужність і самовіддані дії, виявлені у захисті державного суверенітету та територіальної цілісності України, вірність військовій присязі.
- відзнака Президента України «За оборону України» (2022, посмертно)